# Isi Palazón
Isaac "Isi" Palazón Camacho (nascut el 27 de desembre de 1994) és un futbolista professional espanyol que juga d'extrem al club de la primera divisió Rayo Vallecano.

## Carrera de club
Palazón va néixer a Cieza, Múrcia, i va debutar amb el CD Cieza amb només 15 anys, després de passar una curta estada a La Fábrica del Reial Madrid. Posteriorment es va traslladar a l'equip juvenil del Vila-real CF, arribant a l'equip C abans de ser alliberat el 2013; després va tornar al seu primer club Cieza.
El 2014, Palazón es va incorporar al Reial Múrcia i va ser destinat inicialment al filial de Tercera Divisió. El 18 de desembre d'aquell any, va acordar un nou contracte de tres anys amb el club, ascendint definitivament a la plantilla del primer equip de Segona Divisió B l'any següent.
El 18 d'agost de 2017, Palazón es va traslladar a la SD Ponferradina de tercera divisió, després de rescindir el seu contracte amb el Múrcia. Va contribuir amb vuit gols en 40 aparicions durant la temporada 2018-19, en la qual el seu equip va tornar a Segona Divisió després d'una absència de tres anys.
Palazón va fer el seu debut com a professional el 18 d'agost de 2019, començant com a titular en una derrota a domicili per 3-1 contra el Cadis CF. Va marcar el seu primer gol a la categoria el 26 d'octubre, marcant el segon gol del seu equip en una derrota per 3-1 fora del Rayo Vallecano.
El 23 de gener de 2020, Palazón va signar un contracte de tres anys i mig amb el Rayo de segona divisió.